# Onderhanden werk
De term onderhanden werk wordt gebruikt in de financiële administratie van organisaties. Het onderhanden werk geeft aan hoeveel werkzaamheden zijn verricht waarvoor nog geen factuur gestuurd is naar de opdrachtgever. Er is echter wel opdracht verkregen voor de werkzaamheden.
De omvang van het onderhanden werk geeft een beeld van de hoeveelheid geld die een bedrijf nog tegoed denkt te hebben. Bedrijfseconomisch gezien is het van belang om het bedrag aan onderhanden werk zo laag mogelijk te houden, immers het is geld dat nog niet voor andere doeleinden gebruikt kan worden, en het is ook nooit volledig zeker dat het betaald zal worden. Bij een gezonde bedrijfsvoering zal het bedrag aan onderhanden werk maximaal gelijk zijn aan de omzet tussen twee factureringsronden. In veel bedrijven wordt maandelijks gefactureerd, en zou in een optimale situatie het onderhanden werk nooit hoger moeten zijn dan de omzet van één maand.
Bij bedrijven wordt regelmatig de discussie gevoerd of het onderhanden werk in het jaarverslag kan worden meegeteld bij de winst, of dat het als onzekere inkomsten gezien moet worden. Daarbij speelt ook een rol op welk moment belasting betaald moet worden over het onderhanden werk.
Bij onderhanden werk wordt onderscheid gemaakt tussen 2 soorten, namelijk: 'contract gereed' en 'percentage gereed'.
Voorbeeld: Je bouwt een boot voor 210000 euro. Het duurt 3 jaar om deze boot te bouwen. Met de klant is afgesproken deze in het vierde jaar te factureren.
'Normale situatie':
| Jaar | OnderHanden Werk | Kosten | Opbrengsten | Resultaat |
| ---- | ---------------- | ------ | ----------- | --------- |
| 1    | -                | 50.000 | -           | -50.000   |
| 2    | -                | 50.000 | -           | -50.000   |
| 3    | -                | 50.000 | -           | -50.000   |
| 4    | -                | -      | 210.000     | 210.000   |

Bij Contract gereed staat elke periode (bijvoorbeeld een jaar) hetzelfde bedrag onder OHW op de balans. Aan het eind van de looptijd wordt het resultaat pas behaald doordat eerst dan de kosten en opbrengsten op de balans komen.
'Contract gereed':
| Jaar | OnderHanden Werk | Kosten  | Opbrengsten | Resultaat |
| ---- | ---------------- | ------- | ----------- | --------- |
| 1    | 50.000           | 0       | -           | 0         |
| 2    | 50.000           | 0       | -           | 0         |
| 3    | 50.000           | 0       | -           | 0         |
| 4    | -                | 150.000 | 210.000     | 60.000    |

Bij Percentage gereed staan elke periode de kosten en opbrengsten al op de balans. Er is dus elke periode een resultaat. Daardoor is er een beter beeld van de resultaten van het werk.
'Percentage gereed':
| Jaar | OnderHanden Werk | Kosten | Opbrengsten | Resultaat |
| ---- | ---------------- | ------ | ----------- | --------- |
| 1    | 70.000           | 50.000 | 70.000      | 20.000    |
| 2    | 140.000          | 50.000 | 70.000      | 20.000    |
| 3    | 210.000          | 50.000 | 70.000      | 20.000    |
| 4    | 0                | 0      | 0           | 0         |